# Naalojärvi
Naalojärvi är en sjö i Gällivare kommun i Lappland och ingår i Kalixälvens huvudavrinningsområde. Sjön har en area på 0,446 kvadratkilometer och ligger 348 meter över havet.

## Delavrinningsområde
Naalojärvi ingår i det delavrinningsområde (746494-171001) som SMHI kallar för Mynnar i Ängesån. Medelhöjden är 401 meter över havet och ytan är 8,1 kvadratkilometer. Räknas de 9 avrinningsområdena uppströms in blir den ackumulerade arean 40,01 kvadratkilometer. Naalojoki som avvattnar avrinningsområdet har biflödesordning 3, vilket innebär att vattnet flödar genom totalt 3 vattendrag innan det når havet efter 235 kilometer. Avrinningsområdet består mestadels av skog (81 procent). Avrinningsområdet har 0,86 kvadratkilometer vattenytor vilket ger det en sjöprocent på 8,7 procent.